# 愛媛県道334号松山川内線
愛媛県道334号松山川内線（えひめけんどう334ごう まつやまかわうちせん）は、愛媛県松山市から東温市に至る一般県道である。

## 概要
松山市御宝町から東温市則之内に至る。旧国道11号であり、交通量はかなり多い。一部伊予鉄道横河原線と併走している。

### 路線データ
- 起点：松山市御宝町（此花町交差点、国道317号交点）
- 終点：東温市則之内（則之内交差点、国道11号交点、愛媛県道210号美川川内線終点）
- 総延長：約15 km

## 歴史
- 1982年（昭和57年） - 愛媛県道334号松山重信線として松山市御宝町から温泉郡重信町[注釈 1]志津川へ至る県道として指定される[1][注釈 2]。
- 1992年（平成5年） - 国道11号の重信道路開通に伴い、温泉郡重信町[注釈 1]志津川から温泉郡川内町[注釈 3]斉院の木の区間が新たに編入され、愛媛県道334号松山川内線となる[2]。

## 路線状況

### 重複区間
- 愛媛県道40号松山東部環状線（松山市南久米町 ・久米八幡神社前交差点 - 松山市鷹子町・鷹ノ子駅北交差点）

### 道路施設

#### 橋梁
- 新立橋（石手川、松山市）
- 小野川橋（小野川）
- 横河原橋（重信川、東温市）
- 川内橋（表川、東温市）

## 地理

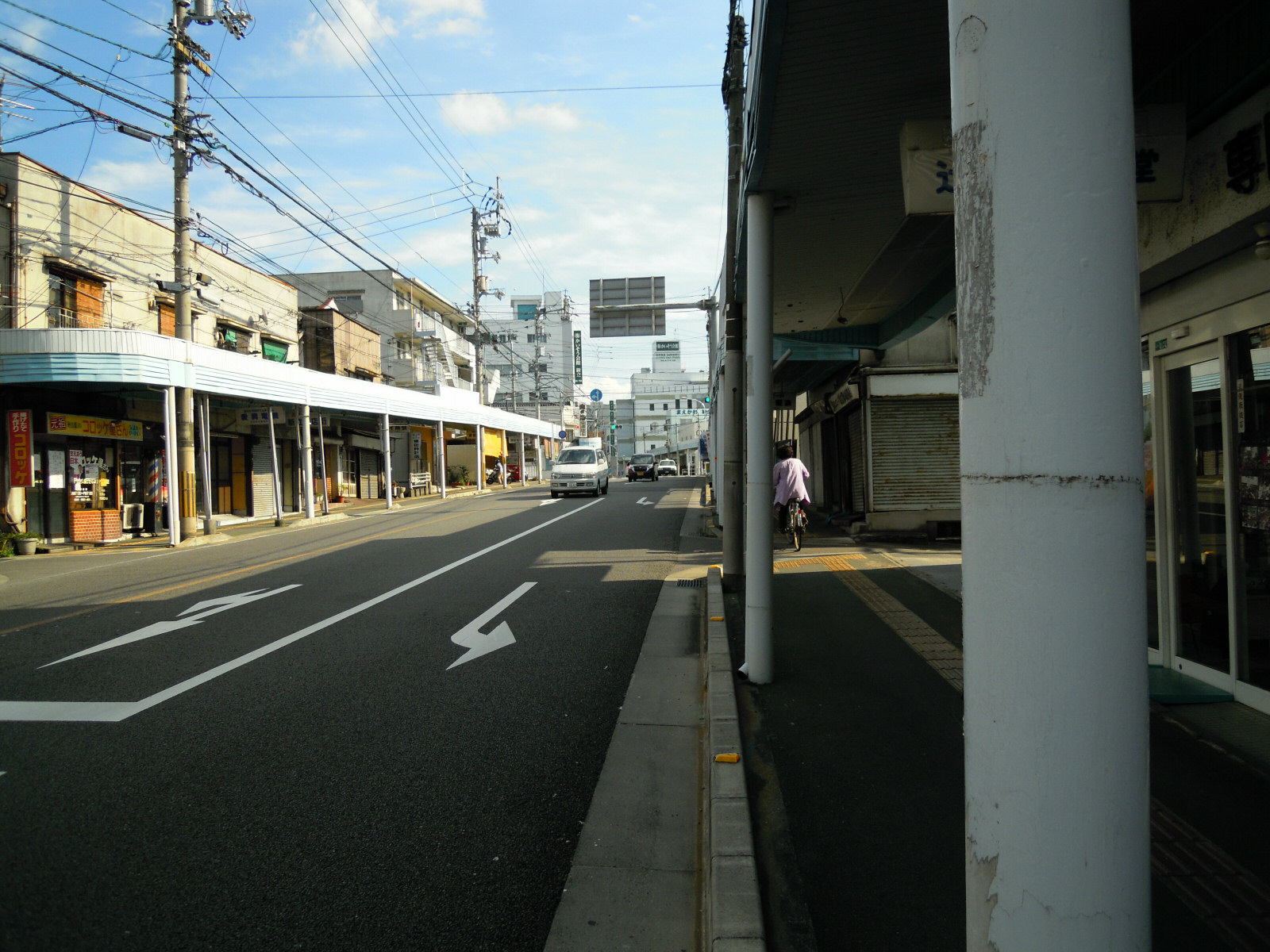
県道334号（松山市新立町）

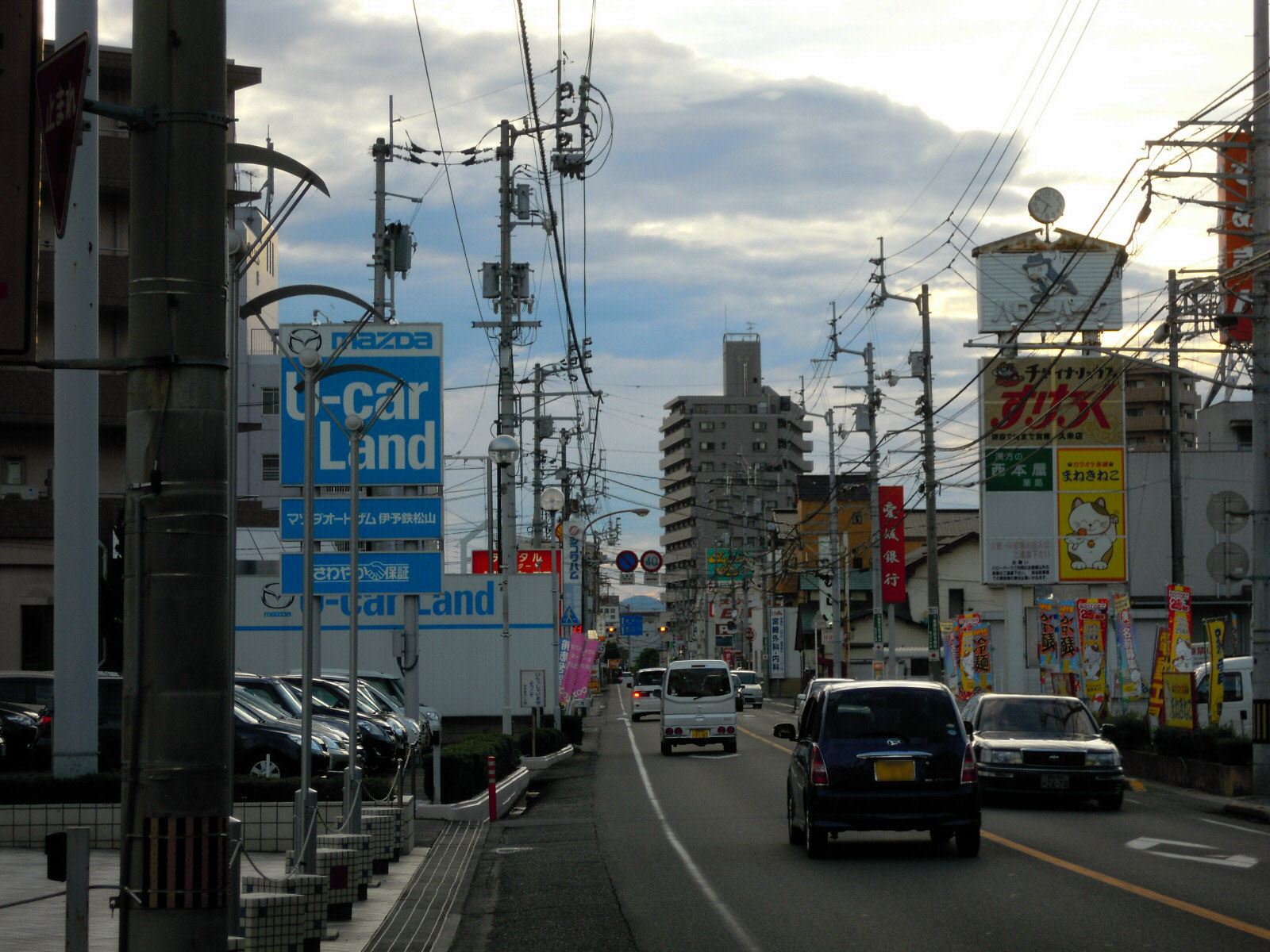
県道334号（松山市南久米町）

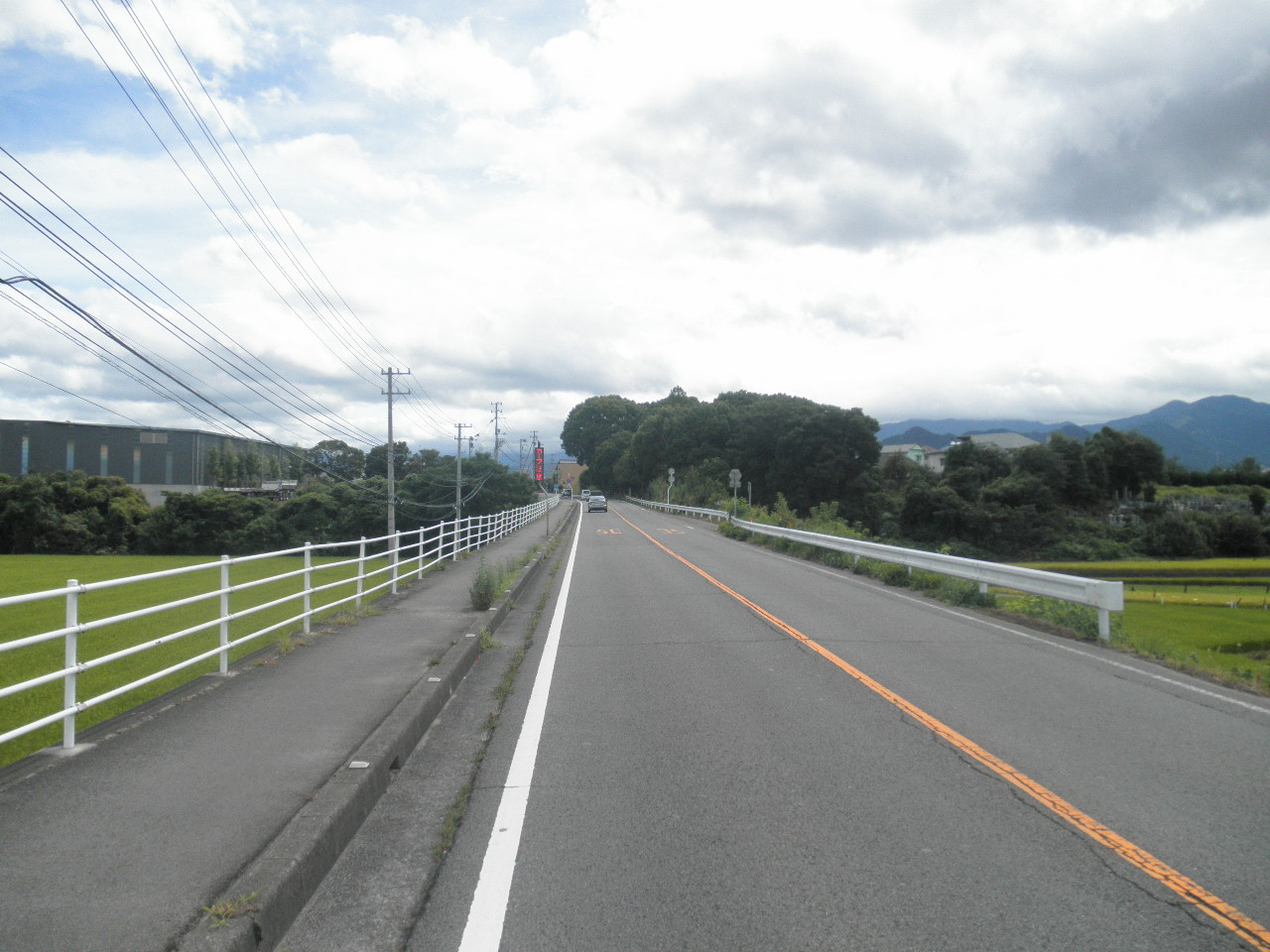
県道334号（松山市北梅本町）

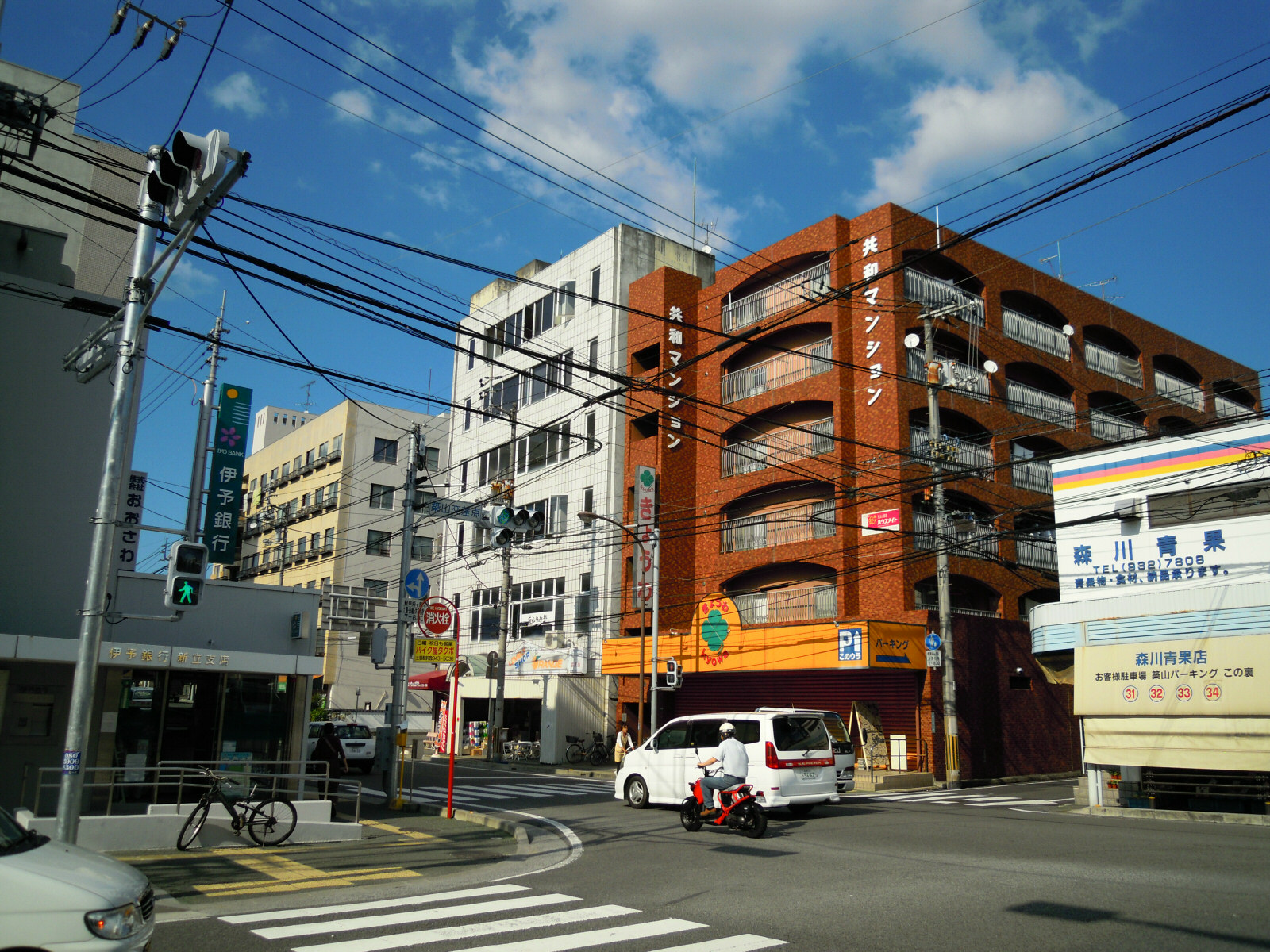
県道334号（築山交差点）

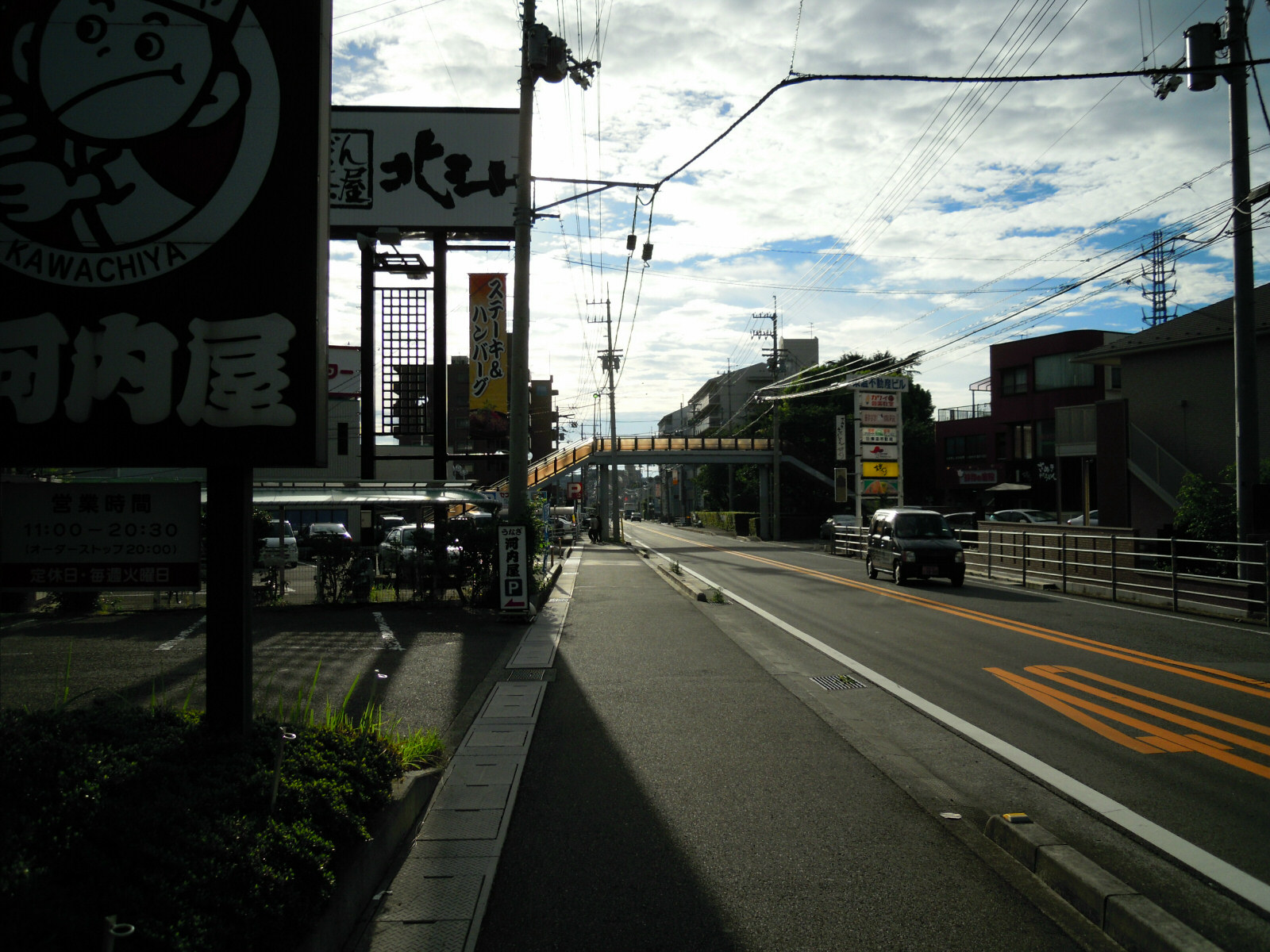
県道334号（東温市志津川）

### 通過する自治体
- 愛媛県
  - 松山市 - 東温市

### 交差する道路
| 交差する道路                                    | 市町村名 | 交差する場所 | 交差する場所         |
| ----------------------------------------------- | -------- | ------------ | -------------------- |
| 国道317号                                       | 松山市   | 御宝町       | 此花町交差点 / 起点  |
| 松山市道中之川通線                              | 松山市   | 築山町       | 築山交差点           |
| 松山市道中村桑原線                              | 松山市   | 小坂2丁目    |                      |
| 松山環状線                                      | 松山市   | 枝松5丁目    | 枝松交差点           |
| 愛媛県道40号松山東部環状線 重複区間起点         | 松山市   | 南久米町     | 久米八幡神社前交差点 |
| 愛媛県道40号松山東部環状線 重複区間終点         | 松山市   | 鷹子町       | 鷹ノ子駅北交差点     |
| 愛媛県道209号美川松山線                         | 松山市   | 平井町       | 苅屋交差点           |
| 愛媛県道196号河中平井停車場線                   | 松山市   | 水泥町       |                      |
| 国道11号 国道494号 重複                         | 東温市   | 志津川       | 志津川交差点         |
| 愛媛県道152号寺尾重信線 愛媛県道193号森松重信線 | 東温市   | 横河原       | 横河原交差点         |
| 国道11号 国道494号 重複                         | 東温市   | 北方         | 東温市斉院ノ木交差点 |
| 愛媛県道23号伊予川内線                          | 東温市   | 南方         | 川上小学校前交差点   |
| 国道11号 国道494号 重複 愛媛県道210号美川川内線 | 東温市   | 則之内       | 則之内交差点 / 終点  |

### 沿線
- 愛媛県立松山東高等学校
- 愛媛県立松山商業高等学校
- 松山市立八坂小学校
- 愛媛故繊維再生株式会社
- 松山市立素鵞小学校
- 松山東警察署 素鵞交番
- 松山市立拓南中学校
- 松山城東病院
- イヨテツスポーツセンター
- 伊予鉄道横河原線
  - 北久米駅 - 久米駅 - 鷹ノ子駅 - 平井駅 - 横河原駅
- 松山市立北久米小学校
- 日尾八幡神社
- 浄土寺
- 陸上自衛隊松山駐屯地
- 東温市立北吉井小学校
- 愛媛大学医学部附属病院
- 東温市立川上小学校
- 東温市立川内中学校